# Laverlochère (Québec)
Laverlochère est une ancienne municipalité du Québec située dans la MRC de Témiscamingue en Abitibi-Témiscamingue. Elle a été fusionnée avec Angliers le 1er janvier 2018 dans Laverlochère-Angliers.

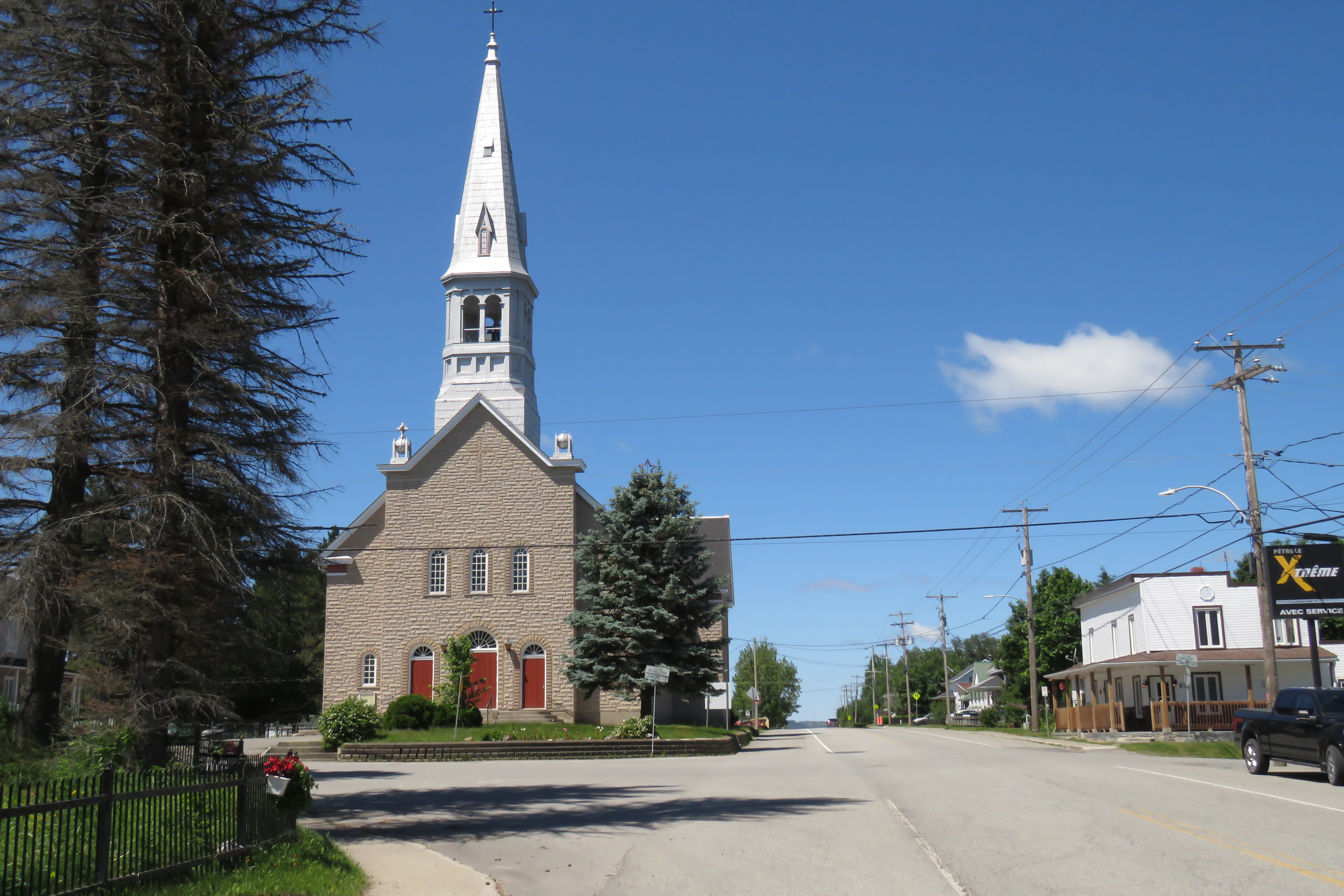
Église Saint Isidore de Laverlochère

## Toponymie
Cette localité est nommée en l'honneur du père Jean-Nicolas Laverlochère, missionnaire catholique français du XIXe siècle.

## Géographie
Laverlochère est située à 15 km au nord-est de Ville-Marie.
Elle couvre une superficie de 107,01 km2 et est traversée par la route 382.
Le surnom usuel utilisé pour désigner la municipalité dans le comté est Bidoune. Le village est l'hôte chaque année de la Rigolade du Printemps, une fin de semaine d'activités axée sur des courses de stock-cars. De plus, le Centre d'interprétation de la guêpe est ouvert du 24 juin jusqu'à la fin de la grande fin de semaine de septembre. Cette collection possède plus de 1000 nids dont 600 sont en exposition.

## Chronologie
- 1895 : Fondation du canton de Laverlochère.
- 3 octobre 1912 : Le canton de Laverlochère devient la paroisse de Saint-Isidore.
- 1977 : La paroisse de Saint-Isidore devient la paroisse de Laverlochère.
- 1993: La collection de nids de guêpes constituée par Gérard Gagnon détient le record Guinness pour le plus grand nombre de nids réunis
- 21 septembre 2002 : La paroisse de Laverlochère devient une municipalité.

## Démographie
Gentilé : Laverlochérois, Laverlochéroise
| 1991 | 1996 | 2001 | 2006 | 2011 | 2016 |
| ---- | ---- | ---- | ---- | ---- | ---- |
| 854  | 813  | 757  | 732  | 731  | 675  |

Logements occupés par des résidents (en 2016) : 289 (total : 321)
Langue maternelle :
- Français : 97,8 %
- Anglais : 1,5 %

## Politique
Les élections municipales se font en bloc pour le maire et les six conseillers.
| Laverlochère Maires depuis 2001                                                                                      |                                                                          |                                                                          |                                                                          |
| Élection | Maire                                                                    | Qualité                                                                  | Résultat                                                                 |
| 2001 | Normand Bergeron                                                         |                                                                          | Voir                                                                     |
| 2005 | Normand Bergeron                                                         | Voir                                                                     |                                                                          |
| n/d | Daniel Barrette                                                          |                                                                          | Voir                                                                     |
| 2009 | Daniel Barrette                                                          | Voir                                                                     |                                                                          |
| 2013 | Daniel Barrette                                                          | Voir                                                                     |                                                                          |
| 2017 | Élection annulée, fusion avec Angliers pour former Laverlochère-Angliers | Élection annulée, fusion avec Angliers pour former Laverlochère-Angliers | Élection annulée, fusion avec Angliers pour former Laverlochère-Angliers |
| Élection partielle en italique Depuis 2005, les élections sont simultanées dans toutes les municipalités québécoises |                                                                          |                                                                          |                                                                          |

|  |